# Kościół Matki Boskiej Różańcowej w Bajtkowie
Kościół Matki Boskiej Różańcowej w Bajtkowie – neogotycki kościół wybudowany w 1895 w mazurskiej wsi Bajtkowo. Do 1945 świątynia ewangelicka, po II wojnie światowej polski kościół rzymskokatolicki. Od 1989 widnieje w rejestrze zabytków.